# Matthews, Missouri
Matthews är en ort i New Madrid County i delstaten Missouri, USA.